# Joan Bartlett
Joan Bartlett OBE DSG (* 1. August 1911 in Lancashire; † 9. September 2002) war eine prominente und hochdekorierte Katholikin in Großbritannien. Sie war die Gründerin des Servitanischen Säkularinstituts.

## Leben
Joan Bartlett konvertierte 1941 zur römisch-katholischen Kirche und schloss sich dem Dritten Orden der Serviten an. Während des Zweiten Weltkriegs war sie bei dem britischen Radiosender British Broadcasting Corporation in der europäischen Abteilung beschäftigt. In ihrer Freizeit arbeitete sie für das britische Rote Kreuz. Kurz vor dem Ablegen des ersten Ordensgelübdes trat sie von ihrem Entschluss in den Servitenorden einzutreten zurück. Sie stiftete eine größere Summe Geld an den Servitenorden und unterstützte die Spendenaufrufe der Serviten. Mit dem gesammelten Betrag konnte die Ordensgemeinschaft 1946 eine Immobilie erwerben. Hier wurde Obdachlosen, alten und kranken Menschen und anderen hilfsbedürftigen Personen Hilfe angeboten. In diesem Haus waren auch Ordensschwestern des Servitenordens tätig.

## Ordensgründung

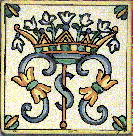
Wappen des Servitenordens

Bandschnalle der zivilen Auszeichnung Order of the British Empire

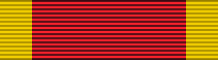
Bandschnalle des Gregoriusordens

Auf der Suche nach ihrer persönlichen Berufung begegnete Joan Bartlett dem Ordenspriester Gerard Corr OSM, dem sie schon mehrmals in der Kirche geholfen hatte. Pater Corr riet ihr zu einem Dienst inmitten der Welt. 1947 genehmigte der Heilige Stuhl die Bildung des Säkularinstitutes der Serviten. Dieses war eine neue Form des geweihten Lebens, in ihr konnten einzelne Menschen ein unabhängiges geweihtes Leben in der allgemeinen Gesellschaft leben. Noch im gleichen Jahr begann Bartlett mit der ersten Ausarbeitung einer Ordensregel. Die Ausbreitung der Gemeinschaft setzte sich zuerst in England durch, es folgte 1960 Deutschland und Italien. 1964 wurde das Institut durch den Erzbischof von Westminster John Carmel Kardinal Heenan kirchenrechtlich anerkannt und in die Ordensgemeinschaft der Serviten eingegliedert. 1998 wurde sie Präsidentin des Säkularinstituts.

## Ehrungen
1968 wurde Joan Bartlett „Member of the Order of the British Empire“ (MBE), 1977 wurde sie mit der Queen’s Medal ausgezeichnet. 1984 wurde sie zum „Offizier des Order of the British Empire“ (OBE) befördert. 1987 verlieh ihr die servitische Päpstliche Theologische Fakultät "Marianum" die Würde eines Ehrendoktors. In Anerkennung ihrer Verdienste  verlieh ihr Papst Johannes Paul II. (1978–2005) 1995 die Damenklasse des Ordens des heiligen Gregors des Großen.